# Constant Verlot
Joseph-Constant Verlot, né le 21 février 1876 à Paris et mort le 15 avril 1933 à Senones, est un homme politique français qui est député, maire et conseiller général dans le département des Vosges.

## Biographie

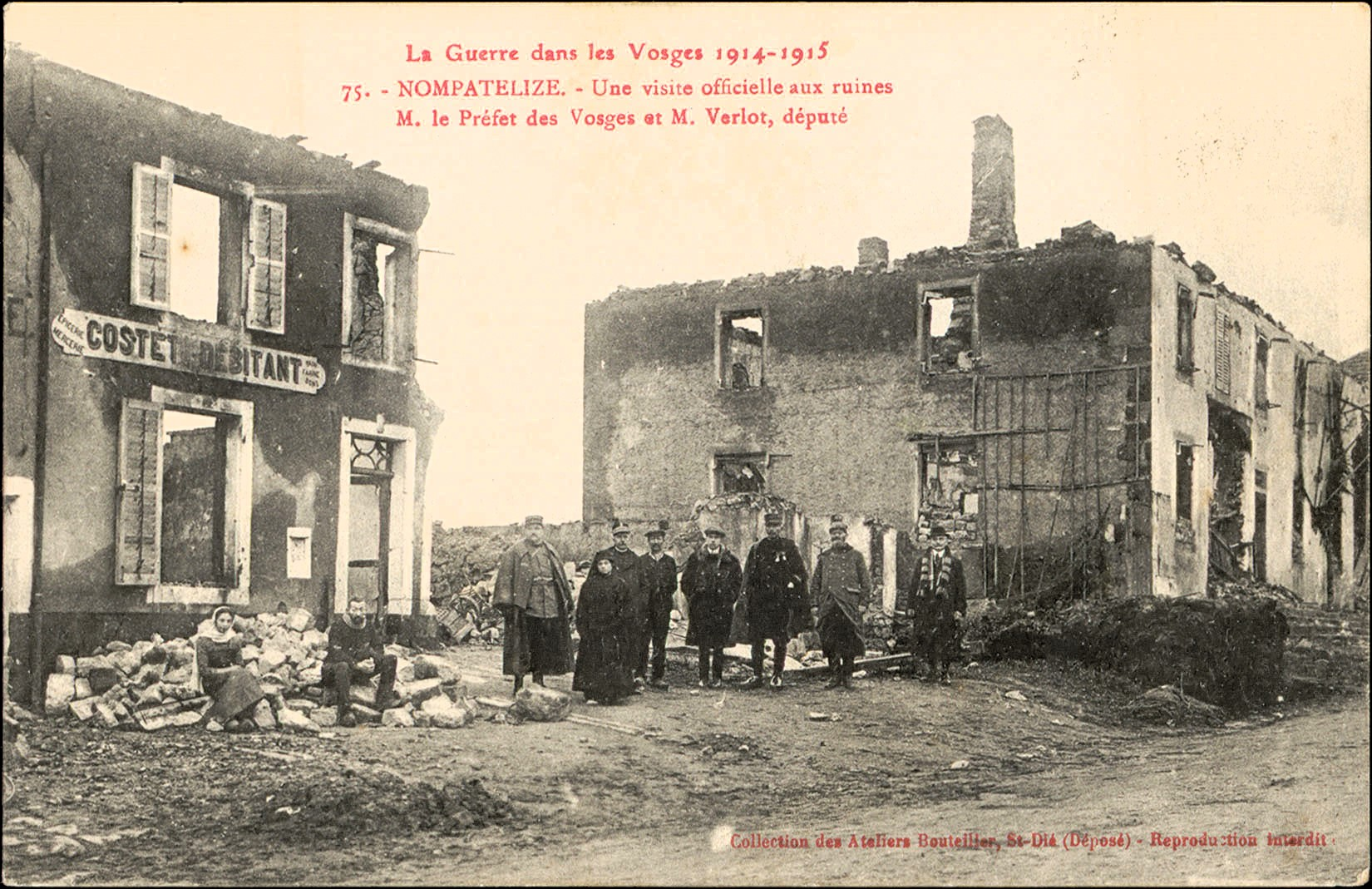
Visite officielle du préfet et du député Verlot aux ruines de Nompatelize (1914-1915).

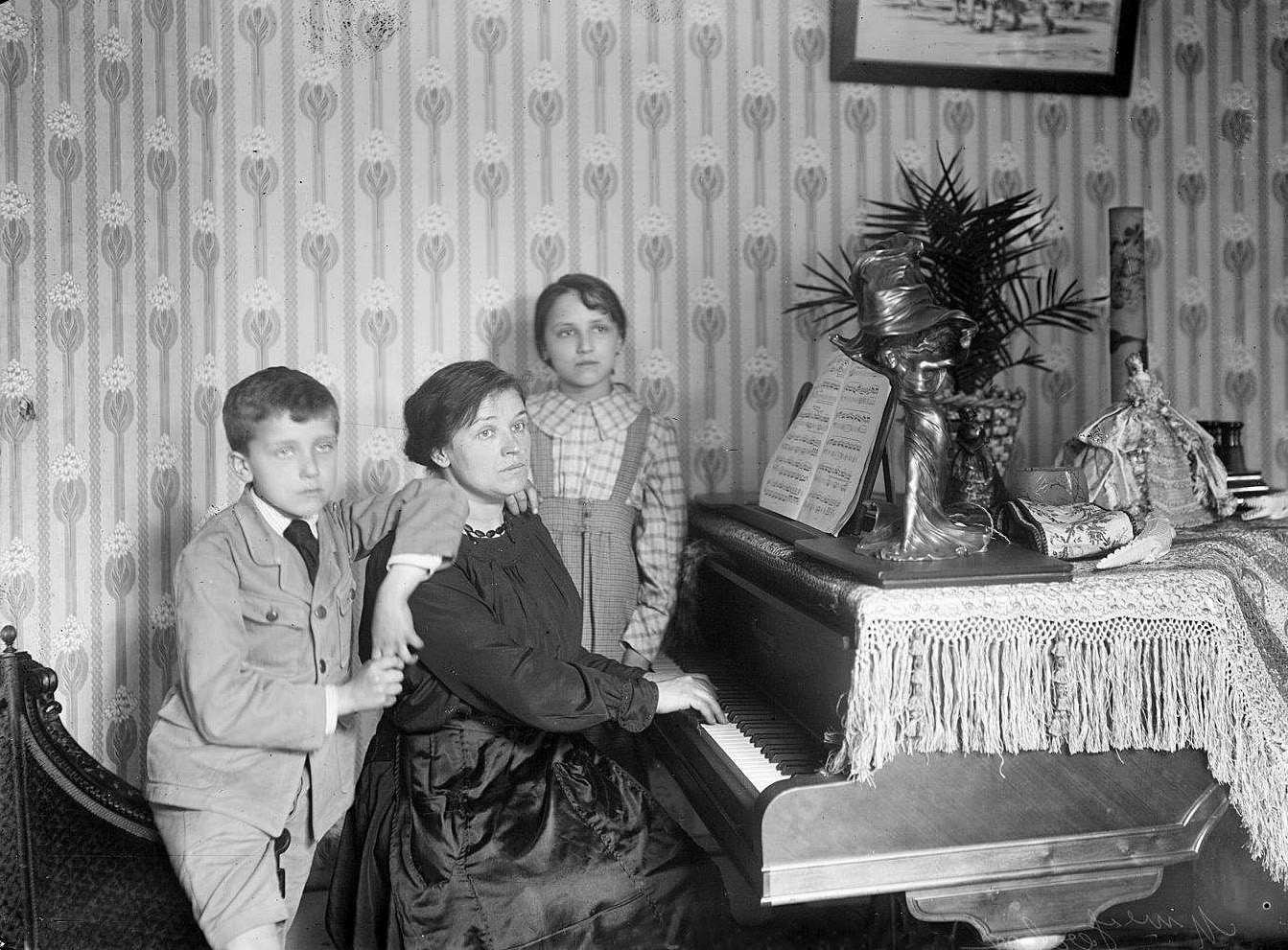
Madame Mathilde Verlot et ses enfants, Germaine et Henry (1918).

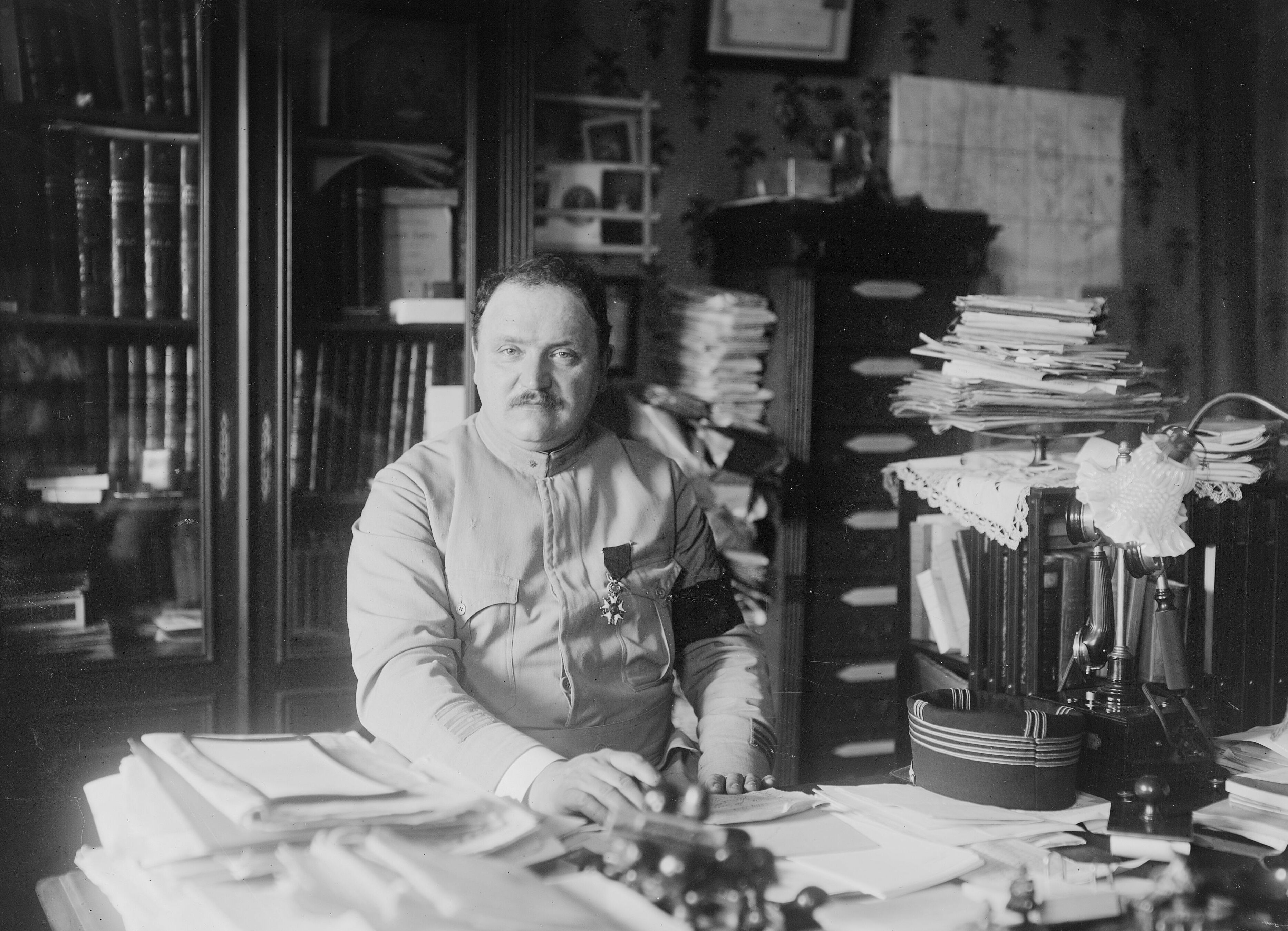
Constant Verlot venant d'être décoré de la Légion d'honneur (1918).

Il naît à Paris le 21 février 1876, année où son père, Claude-Constant, ouvrier-charpentier d'une vieille famille vosgienne, crée dans la capitale une fabrique de fleurs artificielles. Il est franc-maçon et républicain militant qui préside le Cercle républicain des Vosges à Paris dans les années 1880.
Constant est élève à l'École normale de la Seine, il est nommé instituteur en 1896, puis devient professeur au collège Chaptal. Il devient lui-aussi franc-maçon dans la loge Le Progrès dont il devient le vénérable, et se consacre à des œuvres scolaires et laïques et fonde en 1902 « La jeunesse républicaine du 2e arrondissement », puis en 1905 la « Société civile de l'œuvre mutuelle des colonies de vacances » qui se regroupe avec d'autres associations en province dans l'Union des jeunesses républicaines dont il devient le président. Verlot loue en 1907 une propriété à Senones, dans les Vosges pour permettre aux enfants parisiens de partir en vacances, il l'a rachète en 1908, l'agrandit mais est détruite durant la Première Guerre mondiale. Il épouse en 1903 Mathilde Crépin, avec qui il aura deux enfants, Germaine et Henri.
En 1910, il se présente dans la circonscription de Saint-Dié où Émile Fleurent, radical, ne se représente pas et propose à Verlot de le remplacer. Il est alors approuvé par le congrès républicain de Saint-Dié et est soutenu par le Parti radical et l'Alliance républicaine démocratique. Il est alors facilement élu face à un seul candidat conservateur, Louis Madelin. À la Chambre, il est particulièrement actif et rapporte de nombreux projets et propositions de lois. En 1914, il pratique une politique de conciliation qui mécontente les plus radicaux mais qui permet d'obtenir une majorité d'adhésion, même par le centre-droit. Il ne fait alors face qu'à un seul adversaire socialiste et permet d'avoir 82 % des suffrages. 
Lors de la Première Guerre mondiale, il y participe comme officier d'administration au service de Santé, créant et dirigeant les centres de rééducation des blessés et mutilés de guerre à Troyes et Grignon. En 1917 et 1918, il est attaché à la présidence du Conseil de Georges Clemenceau pour présider la commission interministérielle chargée de coordonner les efforts de reconstruction. Il est aussi membre de la commission de l'enseignement et cherche à construire un enseignement technique avec d'autres comme Jules Siegfried. Et pose un texte législatif pour poser les bases de l'enseignement professionnel. 
En 1919, il est présent sur la liste de l'Union républicaine démocratique comme tête de liste face à la liste de la droite (l'Union nationale républicaine) et la liste socialiste. Verlot est le seul, avec René Fonck, à être élu. Il est ensuite élu conseiller municipal de Senones dont il devient le maire jusqu'à sa mort. 
Il est élu conseiller général en décembre 1919 pour le canton de Saint-Dié, réélu en 1922 et 1928, année où il devient le président du conseil général des Vosges après le changement de majorité en faveur des modérés. Après la Grande Guerre, il reconstruit Senones et ouvre en 1921 un préventorium à la Combe, « La Cure d'air », qui devient progressivement un véritable village. Entre 1920 et 1931, Senones attire de nombreuses personnalités invitées par le député-maire (Millerand, Joffre, Paul Reynaud). Il est aussi membre de la Ligue de l'enseignement. En mars 1922, il préside un congrès des maires du canton pour fixer les lignes du programme « national, laïque et social » avec une coalition des centres contre ceux qui s'opposent aux lois sur la laïcité. Cela lui permet d'avoir une grande influence chez les modérés, très présents dans les Vosges, et cela exclut les cléricaux et les radicaux-socialistes, tout en se rapprochant des industriels du textile. Il est d'ailleurs l'un des fondateurs avec Paul Lederlin et d'autres industriels de centre-gauche du quotidien spinalien L'Express de l'Est, lancé en 1921.
En 1924, Verlot refuse le Cartel des gauches et se porte candidat aux législatives comme radical indépendant avec une liste de modérés qui se nomme l'Union républicaine et soutient Raymond Poincaré, avec l'appui de Jules Méline et de L'Express de l'Est, il en est le seul élu. Verlot se rapproche alors du centre-droit, s'inscrivant dans le groupe de la Gauche sociale et radicale. Il vote maintenant au Conseil général avec les modérés et soutient à la Chambre le gouvernement d'Union nationale de Raymond Poincaré en juin 1926. Il se représente en 1928, après la fin du scrutin de liste, dans la circonscription de Saint-Dié avec comme étiquette, « radical indépendant », soutenant Poincaré et contre la gauche. Il affronte alors quatre adversaire, un de droite, un radical, un socialiste et un communiste. Il est réélu avec 56,36 % des voix dès le premier tour. En 1931, le conseil général repasse à gauche et Verlot perd la présidence au profit de René Porterat, un de ses colistiers de 1924, autre cofondateur de L'Express de l'Est, resté attaché à la gauche. En 1932, il tombe malade du foie mais sous la pression de ses camarades politiques se représente aux législatives de 1932 avec l'appui du président du Conseil André Tardieu. À nouveau face à quatre adversaires, dont le curé Paul Robert, démocrate populaire, qui arrive troisième et se désiste pour Verlot, Paul Elbel, radical-socialiste, qui arrive second, un socialiste et un communiste. Il est élu après un ballotage, avec 52,15 % des voix. Il s'inscrit rapidement dans le groupe du Centre républicain mais sa maladie de foie s'aggrave rapidement et il meurt, à l'âge de 57 ans. Il a laissé dans la région vosgienne un souvenir durable.

## Œuvres
- Rapport sur les œuvres et l'enseignement post-scolaires, présenté au Congrès du Parti républicain démocratique par M. Constant Verlot, 1911
- Département des Vosges. Arrondissement de Saint-Dié. Ville de Senones. Cinq années d'administration municipale, 1919-1925, 1925

## Hommages

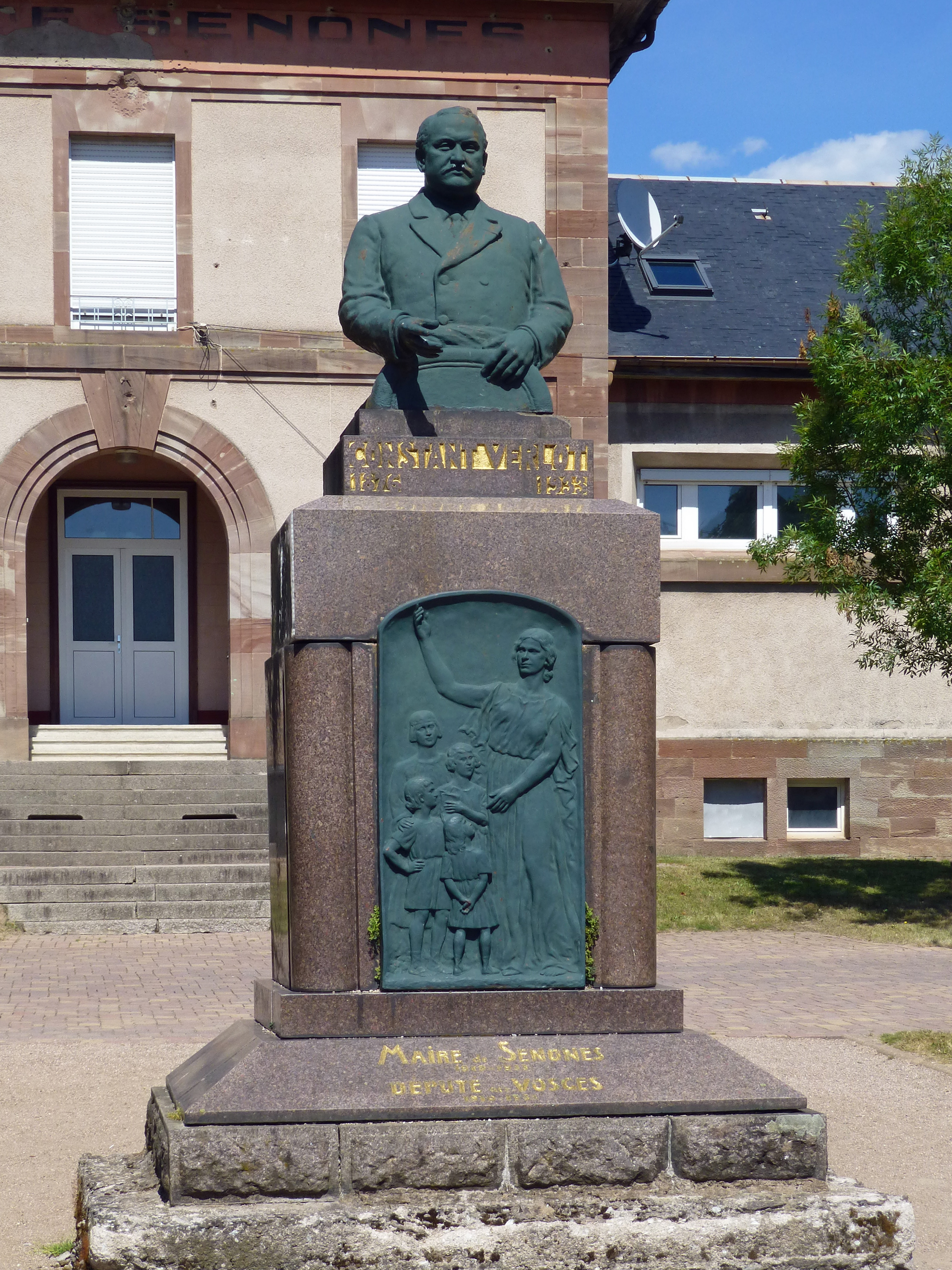
Monument sculpté par Eugène Léon L'Hoëst.

Une rue de Senones porte son nom. Dans la même ville, un monument sculpté par Eugène Léon L'Hoëst a été érigé à sa mémoire en 1934 sur la place Charles-Thumann. Un monument, également signé de L'Hoëst, est aussi dressé sur la tombe de Constant Verlot au cimetière de Senones. 
- Chevalier de la Légion d'honneur (5 janvier 1918)